# Temelucha lutea
Temelucha lutea är en stekelart som först beskrevs av Gyöö Viktor Szépligeti 1908.  Temelucha lutea ingår i släktet Temelucha och familjen brokparasitsteklar. Inga underarter finns listade i Catalogue of Life.